# Issoria eugenia
Issoria eugenia is een vlinder uit de familie Nymphalidae (Aurelia's), onderfamilie Heliconiinae. De wetenschappelijke naam is voor het eerst geldig gepubliceerd in 1847 door Eduard Friedrich Eversmann.
De soort komt voor in Europa.